# Saint-Vianney
Saint-Vianney es un municipio canadiense situado en la provincia de Quebec.

## Superficie
Saint-Vianney tiene una superficie de 145,6 km².

## Demografía
En 2021, tenía 446 habitantes, una densidad poblacional de 3,1 hab./km², y 245 viviendas.